# Гленфорд (Охајо)
Гленфорд (енгл. Glenford) град је у америчкој савезној држави Охајо.

## Демографија
По попису из 2010. године број становника је 173, што је 25 (-12,6%) становника мање него 2000. године.
| Група             | 2000.       | 2010.       |
| Белци             | 191 (96,5%) | 170 (98,3%) |
| Афроамериканци    | 2 (1,0%)    | 1 (0,6%)    |
| Азијати           | 0 (0,0%)    | 1 (0,6%)    |
| Хиспаноамериканци | 3 (1,5%)    | 0 (0,0%)    |
| Укупно            | 198         | 173         |